# Oficerki

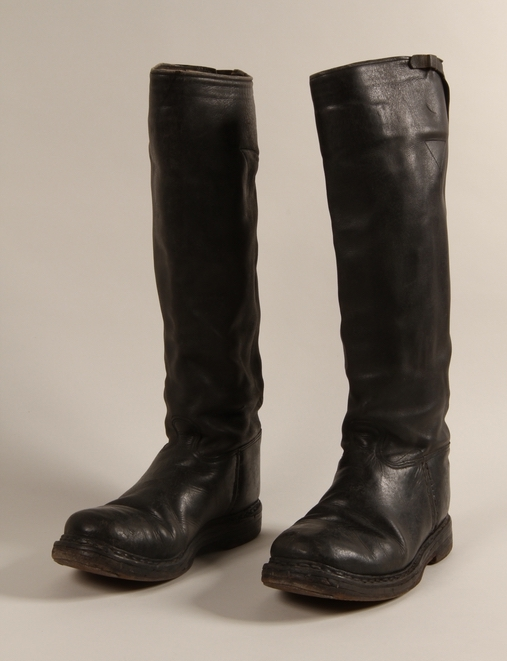
Oficerki

Oficerki – potoczne określenie skórzanych butów o wysokich sztywnych cholewach, niskim obcasie i zazwyczaj płaskiej podeszwie. Termin utożsamiany głównie z butami jeździeckimi lub wojskowymi (oficerskimi).

## Buty jeździeckie
Jako buty o sztywnej i pozbawionej wyraźnego bieżnika podeszwie, oficerki umożliwiają prawidłowe oparcie stopy w strzemieniu i bezpieczne wysunięcie stopy w razie upadku z konia. Cholewa jest często usztywniona w tylnej części tak, aby nie opadała i nie marszczyła się w dolnej części. Do jazdy konnej używane bywają także wysokie buty wykonane z tworzyw sztucznych takich jak guma i PCW, podobne do skórzanych, ale całkowicie nieprzemakalne. Są tańsze, ale nie dają tak dobrego ułożenia stopy w strzemionach jak skórzane, zwiększają też ryzyko chorób skóry. W zamian dają pełną ochronę przed przemakaniem, łatwo się je czyści i nie wymagają szczególnej konserwacji.

## Buty wojskowe
Dawniej buty o kroju oficerek stanowiły popularny element umundurowania oficerów w wielu armiach (stanowiąc rodzaj wyróżnika). Współcześnie w umundurowaniu polowym zostały wyparte przez praktyczniejsze rodzaje obuwia. Mimo to w niektórych państwach nadal pozostają w użyciu jako element munduru galowego lub wyjściowego.